# Aneurinita hivaoa
Aneurinita hivaoa är en kackerlacksart som först beskrevs av Morgan Hebard 1933.  Aneurinita hivaoa ingår i släktet Aneurinita och familjen småkackerlackor. Inga underarter finns listade i Catalogue of Life.